# Kongloré
Kongloré est une commune située dans le département de Ouargaye de la province de Koulpélogo dans la région du Centre-Est au Burkina Faso.

## Santé et éducation
Sangha accueille un centre de santé et de promotion sociale (CSPS).